# Tower Lakes
Tower Lakes é uma vila localizada no estado americano de Illinois, no Condado de Lake.

## Demografia
Segundo o censo americano de 2000, a sua população era de 1310 habitantes.
Em 2006, foi estimada uma população de 1327, um aumento de 17 (1.3%).

## Geografia
De acordo com o United States Census Bureau tem uma área de
2,8 km², dos quais 2,5 km² cobertos por terra e 0,3 km² cobertos por água.

## Localidades na vizinhança
O diagrama seguinte representa as localidades num raio de 8 km ao redor de Tower Lakes.